# Dilovasi
Dilovası är en kommun och ett distrikt i Kocaeli-provinsen i Turkiet. Dess yta är 125 km², och dess befolkning är 53 416 (2022). Dilovası-distriktet skapades 2008 från en del av distriktet Gebze, tillsammans med distrikten Darıca och Çayırova. Borgmästare är Hamza Şayir (AKP).

## Stadsdelar
Det finns 12 stadsdelar i Dilovası-distriktet:

- Çerkeşli
- Cumhuriyet
- Demirciler
- Diliskelesi
- Fatih
- Kayapınar
- Köseler
- Mimar Sinan
- Orhangazi
- Tavşancıl
- Tepecik
- Turgut Özal